# Maksaticha
Maksaticha (in russo Максатиха?) è un insediamento di tipo urbano della Russia europea nell'oblast' di Tver'; è il centro amministrativo del rajon Maksatichinskij.
Si trova sulle rive del fiume Mologa (tra le confluenze dei fiumi Volčina e Rivica), 117 km a nord di Tver'.